# Üchtelhausen
Üchtelhausen – miejscowość i gmina w Niemczech, w kraju związkowym Bawaria, w rejencji Dolna Frankonia, w regionie Main-Rhön, w powiecie Schweinfurt. Leży około 5 km na północ od Schweinfurtu.

## Dzielnice
W skład gminy wchodzą następujące dzielnice: Ebertshausen, Hesselbach, Hoppachshof, Madenhausen, Ottenhausen, Thomashof, Weipoltshausen, Zell i Üchtelhausen.

## Oświata
(na 1999)

W gminie znajduje się 175 miejsc przedszkolnych (ze 158 dziećmi) oraz szkoła podstawowa (19 nauczycieli, 310 uczniów).